# Округ Санилак (Мичиген)
Санилак (енгл. Sanilac County) је округ у америчкој савезној држави Мичиген.

## Демографија
По попису из 2010. године број становника је 43.114, што је 1.433 (-3,2%) становника мање него 2000. године.
| Група             | 2000.          | 2010.          |
| Белци             | 42.518 (95,4%) | 40.852 (94,8%) |
| Афроамериканци    | 124 (0,3%)     | 150 (0,3%)     |
| Азијати           | 117 (0,3%)     | 144 (0,3%)     |
| Хиспаноамериканци | 1.239 (2,8%)   | 1.439 (3,3%)   |
| Укупно            | 44.547         | 43.114         |